# Ersholmen (vid Bergön, Kimitoön)
Ersholmen är en ö i Finland.   Den ligger i kommunen Kimitoön i den ekonomiska regionen Åboland och landskapet Egentliga Finland, i den södra delen av landet, 130 km väster om huvudstaden Helsingfors.
Inlandsklimat råder i trakten. Årsmedeltemperaturen i trakten är 6 °C. Den varmaste månaden är augusti, då medeltemperaturen är 18 °C, och den kallaste är februari, med −5 °C.